# زندگی زناشویی فاطمه زهرا و علی بن ابی‌طالب
زندگی زناشویی فاطمه زهرا به ازدواج و زندگی خانوادگی علی بن ابی طالب، امام اول شیعه و خلیفه چهارم با فاطمه زهرا، دختر محمد پیامبر اسلام مربوط می‌شود.
مدت کمی پس از هجرت علی به مدینه، محمد به علی گفت که خداوند به وی فرمان داده‌است که دخترش، فاطمه، را به ازدواج وی درآورد. با اینکه چندهمسری مجاز بود، علی در زمان حیات فاطمه، با زن دیگری ازدواج نکرد. ازدواج علی با فاطمه، دارای اهمیت معنوی خاصی برای تمام مسلمانان است. زیرا به‌عنوان ازدواجی میان مهم‌ترین شخصیت‌های مقدس از خویشان محمد تلقی می‌گردد. محمد که تقریباً هر روز به دیدار دخترش می‌رفت، با این ازدواج به علی نزدیک‌تر شد و یک بار به وی گفت که تو برادر من در این دنیا و آخرت هستی. خانواده‌ای که از ازدواج این دو تشکیل شد، مکرراً از سوی محمد مورد ستایش قرار می‌گرفت و محمد از آن در واقعه‌هایی مانند رویداد مباهله و حدیث آل عبا، به‌عنوان اهل بیت یاد کرد. در قرآن نیز در موارد متعددی مانند آیهٔ تطهیر، از اهل بیت به بزرگی یاد شده‌است.
زندگی زناشویی علی و فاطمه همراه با همکاری بود. در آغاز زندگی آنان نزد پیامبر رفتند و از او درخواست کردند تا کارهای خانه را میان‌شان قسمت کند. پیامبر کارهای بیرون از خانه را به علی سپرد و کارهای درون خانه را به فاطمه واگذارد. فاطمه زهرا از این تقسیم کار و به‌خاطر معاف‌شدن از کارهای بیرون از خانه، بسیار خوشحال شد. او آن‌گونه در خانه کار می‌کرد و سختی می‌کشید که علی ناراحت می‌شد. دراین‌باره روایات متعددی دربارهٔ مشاهدهٔ کارهای سخت فاطمه زهرا از سوی صحابهٔ پیامبر و کمک آنان به او نقل شده‌است. در کنار این‌ها، همسرداری او نیز به‌گونه‌ای بود که با شناخت نسبت به جایگاه علی بن ابی‌طالب و نقش او در پیشبرد اسلام، او را در این راه یاری می‌کرد و پیگیر اوضاع سیاسی و اجتماعی روز نیز بود؛ و درهمان‌حال و در غیاب او در زمان نبرد، همهٔ کارهای داخل و خارج خانه را عهده‌دار می‌شد؛ و دربرابر، علی نیز درهنگام بازگشت و حضور در خانه، جویای حال فاطمه می‌شد.
بااین‌که چندهمسری مجاز بود، علی در زمان حیات فاطمه، با زن دیگری ازدواج نکرد. رابطهٔ زناشویی علی و فاطمه رابطهٔ ویژه‌ای بود و تک‌همسری علی تا پایان عمر فاطمه نشانه‌ای بر این امر است.

## ازدواج
پس از هجرت محمد از مکه به مدینه، عمر و ابوبکر خواستار ازدواج با فاطمه بودند، اما محمد پیشنهاد ازدواج آن‌ها را نپذیرفت و گفت که برای این موضوع منتظر فرمان خداست. شهیدی می‌گوید شمار خواستگاران فاطمه تنها محدود به همین دو نفر نمی‌شده و به‌گزارش یعقوبی، گروهی از مهاجران، خواستگار فاطمه بودند. مدت کمی پس از هجرت، محمد به علی گفت که خداوند به وی فرمان داده‌است که دخترش، فاطمهٔ زهرا، را به ازدواج وی درآورد.
علی به‌سبب فقرش جرأت پاپیش‌گذاشتن نداشت و این محمد بود که کار را بر علی آسان نمود. محمد به او گفت که علی صاحب زرهی است که اگر آن را بفروشد، می‌تواند پول کافی برای مهر فاطمه تهیه نماید. علی با فروش زره و وسایلی دیگر و شتر یا میش حدود ۴۸۰ درهم فراهم نمود، که مبلغ خیلی معمولی بود. به‌توصیهٔ محمد یک‌سوم تا دوسوم مبلغ خرج عطریات شد و بقیه صرف خرید ضروریات منزل گردید. آن‌گاه، محمد فاطمه را از قولی که به علی داده‌بود، آگاه نمود. به‌گفتهٔ ابن سعد، فاطمه چیزی نگفت و محمد این را نشانهٔ رضا دانست. برخی نویسندگان شیعه مانند شیخ طوسی گفته‌اند که وقتی علی فاطمه را از محمد خواستگاری کرد، محمد به او گفت قبل از تو نیز چند نفر این تقاضا را داشتند؛ ولی هرگاه من به فاطمه می‌گفتم اظهار بی‌میلی می‌کرد، چند لحظه صبر کن تا من نزد او بروم و برگردم. سپس خواستگاری علی را به گوش فاطمه رسانید. فاطمه ساکت ماند و صورتش را برنگرداند و محمد کراهتی در چهره‌اش ندید و به‌همین دلیل آن را نشان بر رضا دانست. ولیری می‌گوید مطابق سایر منابع فاطمه اعتراض می‌کند و محمد مجبور می‌شود که دخترش را این‌گونه راضی کند که علی کسی است که از فضل و خویشاوندی و اسلام او آگاهی دارد و او اولین کسی بوده که اسلام آورده‌است. ولیری اشاره‌ای به این منابع در مقاله نمی‌کند. فاطمه جان‌احمدی در مطالعهٔ انتقادی مقالهٔ فاطمه در کتاب تصویر پیامبر و حضرت زهرا در دائرةالمعارف اسلام می‌نویسد هرچند خوب بود که ولیری به این منابع اشاره می‌کرد، اما روشن است که این منبع، کتاب سیرهٔ نبوی اثر ابن اسحاق است که در آن نویسنده این موضوع را با تردید و بدون پافشاری مطرح می‌کند. جان‌احمدی ادامه می‌دهد حتی درصورت درستی این خبر، این مخالفت می‌توانست به‌خاطر نگرانی فاطمه و نبود مادر در کنارش باشد. دنیس صوفی روایت گلایهٔ فاطمه در ازدواج با علی — و به‌دنبال آن برشمردن صفات خوب علی از جانب محمد — را در زمرهٔ روایت‌های مناقشه‌برانگیزی می‌داند که مقصود آشکار آن، استخراج مدح برای علی است. علی خانه‌ای نزدیک محمد برای فاطمه ساخت. اما فاطمه خانه‌ای نزدیک‌تر به پدر از علی خواست و به‌همین‌سبب یکی از اهالی مدینه به‌نام حارثه بن نعمان خانهٔ خود را به زوج جوان بخشید.
منابع در خصوص سال و ماه برگزاری مراسم ازدواج اختلاف دارند. ازدواج با تأخیری چند ماهه از عقد، در سال اول یا دوم هجرت رخ داده‌است. به‌روایتی ازدواج پس از بازگشت علی از غزوه بدر انجام شد و علی در این زمان ۲۵ سال داشت، اما سن فاطمه دقیقاً مشخص نیست. بنابر سنتی که محمد معین نمود، برای مراسم ازدواج ولیمه داده شد و علی گوسفندی را برای آن سربرید. مسلمانان در میهمانی شرکت کردند. در شب زفاف محمد به خانه آن‌ها رفت و درخواست ظرف آبی کرد. دست‌هایش را با آن شست و مقداری از آب را مزمزه کرد. سپس، مقداری را روی سر و شانه و سینهٔ علی و فاطمه ریخت. درآخر، در حق‌شان دعا کرد و آن‌ها را تبرک نمود.
سید حسین نصر می‌گوید ازدواج علی با فاطمه، دارای اهمیت معنوی خاصی برای تمام مسلمانان است. زیرا به‌عنوان ازدواجی میان مهم‌ترین شخصیت‌های مقدس از خویشان محمد تلقی می‌گردد. محمد که تقریباً هر روز به دیدار دخترش می‌رفت، با این ازدواج به علی نزدیک‌تر شد و یک بار به وی گفت که تو برادر من در این دنیا و آخرت هستی. به‌نوشتهٔ ویلفرد مادلونگ خانواده‌ای که از ازدواج این دو تشکیل شد، مکرراً از سوی محمد مورد ستایش قرار می‌گرفت و محمد از آن در واقعه‌هایی مانند رویداد مباهله و حدیث آل عبا، به‌عنوان اهل بیت یاد کرد. در قرآن نیز در موارد متعددی مانند آیهٔ تطهیر، از اهل بیت به بزرگی یاد شده‌است.

## احادیث دربارهٔ میانجی‌گری محمد
تنها کسانی که این مطلب را نقل کرده‌اند، برخی از نویسندگان سنی‌مذهب هستند که اکثراً مخالف خلافت علی پس از پیامبر اسلام بوده‌اند؛ مانند بلاذری در کتاب انساب الاشراف، بخاری در صحیح بخاری و ترمذی هستند که می‌نویسند زندگی فاطمه با علی همراه با اختلافات و کشمکش‌هایی بین این زوج بود و رفتار علی با فاطمه همراه با «شدة» و «غلاظ» بوده‌است. در این موارد فاطمه برای شکایت پیش محمد می‌رفت.یا احمد بن حنبل در کتاب مسند می‌گوید که در چندین مورد محمد مجبور به دخالت شد که احتمالاً به‌خاطر تلاشِ علی برای ازدواج مجدد بوده‌است. ورنا کلم به‌استناد طبقات اثر ابن سعد، نوشته‌است که فاطمه یک بار از درشتی کلام علی آزرده شد، به پدرش برای میانجی‌گری رجوع کرد که در نتیجهٔ آن علی سوگند یاد کرد دیگر کاری خلاف میل فاطمه انجام ندهد. دنیس صوفی معتقد است در روایت‌های شکایت‌بردن فاطمه به پیامبر، از فاطمه به‌عنوان وسیله‌ای برای بالابردن شأن علی استفاده شده‌است. چراکه گلایه‌ها از علی، مقدمه‌ای برای مدح علی می‌شوند. درواقع، هرگاه فاطمه مشکل یا نگرانی در زندگی دارد، از تحسین علی برای آرام‌کردن او استفاده می‌شود. او با اشاره به این‌که صفات برشمرده‌شده از علی در برخی از این احادیث، مشابه صفاتی هستند که در احادیث مربوط به ازدواج برای متقاعدکردن فاطمه استفاده شده‌اند، این احادیث را صرفاً ابزاری روایی برای مدح علی می‌داند. به‌زعم او دلیل حذف‌نشدن این احادیث — با وجود تعارض با دیگر احادیث شیعه که در آن از ازدواج علی و فاطمه با عنوان الهی یاد می‌شود — همانا استفاده‌ای است که از این احادیث برای بالابردن سیمای علی در دعوای شیعه و سنّی در مسئلهٔ خلافت می‌شود. ازسوی‌دیگر، در گزارش‌هایی در منابع مانند کشف‌الغمه از قول علی چنین آمده که محمد در شب ازدواج به او گفت که با فاطمه با لطف و مدارا رفتار کند، چراکه فاطمه پارهٔ تن اوست و کسی که او را بیازارد، محمد را آزار داده‌است؛ و پس از آن علی سوگند خورده که تا هنگامی که فاطمه زنده بود، باعث خشم او نشده و فاطمه نیز کاری نکرده که علی خشمگین شود؛ و نگاه به چهرهٔ فاطمه، برطرف‌کنندهٔ غم و اندوه علی بوده‌است. همچنین گزارش‌های شیعی مشابه این سخنان را در ساعت‌های پایانی زندگی فاطمه زهرا روایت می‌کنند. آن‌گونه‌که فاطمه خطاب به علی از عدم‌دروغگویی، خیانت‌نکردن و عدم‌مخالفت خود با دستورهای علی در طول زندگی زناشویی می‌گوید؛ و علی در پاسخ، پناه به خدا می‌برد که فاطمه در خانهٔ او رفتار ناپسندی داشته بوده‌باشد، چراکه خداترسی و نیکوکاری و تقوای فاطمه بیش از آن است که بتوان بر آن خرده‌ای گرفت.
مطابق منابع شیعه، علی در پاسخ محمد — که از او دربارهٔ فاطمه پرسید — فاطمه را بهترین یاور در اطاعت خدا دانست؛ و فاطمه نیز در پاسخ پرسشی مشابه، علی را بهترین شوهر معرفی کرد. در برخی روایات آمده که فاطمه در پاسخ محمد دربارهٔ این پرسش، می‌گوید که علی بهترین مردان است، اما زنان قریش به او کنایه می‌زنند که علی تهیدست است. محمد در پاسخ فاطمه می‌گوید که پدر و شوهرش فقیر نیستند و با آن‌که ثروت‌های زمین را به او پیشنهاد کردند، او آخرت را بر دنیا ترجیح داد؛ و علی نیز کسی است که زودتر از دیگران اسلام آورده و علم و بردباری و عقل او از همهٔ مردم برتر است و خدا از بین همهٔ انسان‌ها، او و علی را برگزید؛ و سپس به فاطمه سفارش کرد که قدرشناسی علی را کند و از او سرپیچی نکند. درمقابل، محمد به علی گفت که با فاطمه با مدارا و محبت رفتار کند و این‌که فاطمه پارهٔ تن اوست و هرکه فاطمه را بیازارد، او را آزرده و هرکه فاطمه را خشنود کرده محمد را خشنود کرده‌است.
گفته می‌شود یکی از تعابیر کنیهٔ ابوتراب — از کنیه‌های علی — این است که روزی پس از مجادله با فاطمه، علی به‌جای پاسخ به خشم فاطمه خاک بر سر خویش پاشانده‌است. محمد با دیدن این صحنه علی را ابوتراب نامید. به‌گفتهٔ علامهٔ امینی در الغدیر، این کنیه را پیامبر آن‌گاه که دید او بر روی زمین خوابیده و خاک بر پهلوی او نشسته‌است به او داد. به‌گفتهٔ امینی ابوتراب از محبوب‌ترین القاب علی بود و این لقب از طرف محمد پیش از ازدواج علی — در جمادی‌الاول یا جمادی‌الثانی سال دوم هجرت در غزوهٔ عشیره یا روز پیوند برادری میان مسلمان — به او داده شده‌است.
به‌گفتهٔ جعفر شهیدی اگرچه موضوع میانجی‌گری محمد میان علی و فاطمه، در نوشته‌های تاریخ‌نویسان امروزی و در منابع اولیه — هم در منابع سنی و هم در منابع شیعه — آمده‌است، علمای شیعه مانند مجلسی و صدوق احتمال صحت این روایات را پائین دانسته‌اند. از دید آنان منش علی و فاطمه با یکدیگر چنان نبوده که میان‌شان چنان رنجشی رخ دهد که نیاز به میانجی افتد. به‌نوشتهٔ جعفر شهیدی، نسبت اختلاف میان علی و فاطمه بدان حد که کار به داوری محمد میان آنان بینجامد، با اعتقاد شیعیان مبنی بر عصمت علی و فاطمه مغایرت دارد. ازسوی‌دیگر، منابع شیعی گزارش می‌کنند که فاطمه هرگز بی‌اجازهٔ علی از خانه بیرون نرفت و علی را هیچ‌گاه خشمگین نکرد. او هیج‌گاه به علی دروغ نگفت و هرگز خیانت نکرد؛ و از علی نیز نقل شده که هرگز فاطمه را خشمگین نکرد و فاطمه نیز او را هیچ‌گاه خشمگین ننمود.

## احادیث مربوط به موضوع ازدواج مجدد علی
به‌نوشتهٔ ولیری بنی‌هشام بن مغیره از قبیلهٔ قریش به علی پیشنهاد کرد تا با یکی از دخترانش ازدواج نماید. علی پیشنهاد را رد نکرد، ولی هنگامی که خبر به محمد رسید، محمد به دفاع از فاطمه پرداخت و گفت «فاطمه پارهٔ تن من است» و «هرکس فاطمه را بیازارد مرا آزرده‌است». به‌نظر می‌رسد که هم‌زمان علی از جُوَیریه ملقب به عَوراء، دختر ابوجهل، خواستگاری کرده بود. در این هنگام محمد در بالای منبر اعلام کرد که او تنها درصورت طلاق دادن فاطمه می‌تواند با دختر ابوجهل ازدواج کند. جان‌احمدی، نویسندهٔ شیعه، به این نکته اشاره می‌کند که در شریعت اسلام حق طلاق در اختیار مرد است و طلاق اکراهی نیز باطل است. وی با این استدلال که پیامبر نمی‌توانسته برخلاف باورهایی که خود، آن‌ها را به‌عنوان احکام الهی بر مردمان ابلاغ کرده از علی بخواهد — آن‌گونه‌که در روایت آمده — «ابتدا فاطمه را طلاق دهد»، این روایت را باطل می‌داند. به‌گفتهٔ دنیس صوفی، سه نسخهٔ مشهور این حدیث توسط مِسوَر بن مَخرَمه روایت شده‌اند که در هنگام وفات پیامبر حدود نُه سال داشته‌است. او برخی از این روایت‌ها را درراستای بدنام‌کردن علی و برخی دیگر را در جهت تثبیت اعتقادات اهل سنّت می‌داند که در آن مرتبهٔ فضیلت خلفای راشدین، براساس ترتیب حکم‌فرمایی آن‌هاست و خلیفه‌های قبل از علی، از او برتر شمرده می‌شوند. جعفر شهیدی سندیت ماجرای خواستگاری را «ضعیف» و «بدون پایهٔ استوار» می‌داند، چرا که اصل روایتِ آمده در منابع اولیه مانند صحیح مسلم و صحیح بخاری، متعلق به مِسوَر بن مَخرَمه است. راوی در آن زمان کودک بوده و الفاظی را به‌کار می‌برد که اشاراتی نامنطبق با اطلاعات تاریخی دارد مانند زنده‌بودن ابوجهل در زمان ماجرا. همچنین از دید شهیدی چنین روایتی که شِکوِهٔ محمد از علی را با سخنرانی در میان عموم نشان دهد، باید در منابع تاریخی شایع‌تر از این باشد. شهیدی در نقد این ماجرا توضیح می‌دهد که این حدیث دروغ است و برای آن چند دلیل می‌آورد: نخست این‌که پیامبر خبر از راستگویی و راست‌کرداری ابوالعاص بن ربیع می‌دهد که این به مفهوم آن است که باید پیش از آن، گفتگو یا تعهدی بین محمد و علی در زمان عقد رخ داده‌باشد، درصورتی‌که هیچ‌جا چنین گفتگو یا تعهدی گزارش نشده‌است. دوم این‌که محمد می‌گوید دختر رسول خدا و دختر دشمن او پیش یک‌نفر با هم جمع نمی‌شوند که ظاهراً اشاره به این دارد که در آن هنگام، ابوجهل زنده بوده‌است. این درحالی است که ابوجهل در جنگ بدر در رمضان سال دوم ه‍.ق کشته شده و تولد راوی ماجرا، در ذی‌الحجهٔ همان سال است. شهیدی ادامه می‌دهد برفرض درنظرگرفتن ماجرا پس از مرگ ابوجهل و در سال‌های پس از جنگ بدر، عبارت نقل‌شده از محمد — دربارهٔ جمع دختران رسول خدا و دشمن او — بی‌معناست. چراکه از نظر فقه اسلامی، شرک پدرِ کیفر دیده اثری در زندگی دختر ندارد. سوم این‌که اگر این ماجرا آن‌چنان پررنگ بوده که محمد در جمعی عمومی در مسجد آن را بیان می‌کند، پس باید از راه‌های گوناگون نقل شده و به حد تواتر یا دست‌کم شیوع رسیده‌باشد، نه این‌که فقط یک راوی داشته باشد. چهارم این‌که تولد راوی دو سال پس از هجرت در مکه است. او پس از ذی‌الحجهٔ سال هشتم ه‍.ق همراه پدرش به مدینه آمده و هنگام درگذشت محمد هشت سال داشته‌است. ابن حجر نیز همین سال تولد را برای او ذکر کرده و می‌گوید بر این موضوع اتفاق‌نظر است؛ بنابراین، روایت او در این‌باره که در آن زمان کودک بوده، اعتبار ندارد. سید علی میلانی در کتاب سلسلة اعرف الحق تعرف اهله، حدیث خطبه علی بنت أبی‌جهل از مجموعهٔ کتاب‌های الرسائل العشر فی الاحادیث الموضوعه فی کتب السنه با بررسی دقیق این حدیث در منابع صحاح، مسندها و معجم‌های متأخر، اسناد و طرق آن و بررسی روایت مِسوَر بن مَخرَمه، متن روایت و مدلول آن، به این نتیجه می‌رسد که این، حدیثی ساختگی از سوی آل زبیر بوده‌است؛ و در توضیح این نتیجه به چند دلیل اشاره می‌کند: نخست آن‌که راویان این حدیث، عبدالله بن زبیر، عروة بن زبیر، مسور بن مخرمه — از نزدیکان و همراهان عبداللّه بن زبیر و از خوارج که در جریان حمله به کعبه توسط یزید کشته شد —، عبداللّه بن ابی‌مُلَیکه — قاضی عبداللّه بن زبیر و مؤذن ویژهٔ او —، زُهْری — از ملازمان عروة بن زبیر و از دشنام‌دهندگان به علی بن ابی‌طالب —، شعیب بن راشد راوی حدیث زهری، و ابویمان راوی شعیب هستند؛ و دوم این‌که درصورت ایراد این موضوع به‌صورت خطبه‌ای همگانی از سوی پیامبر، راویان آن، نباید تنها به دو کودک نابالغ — مسور بن مخرمه و عبداللّه بن زبیر — محدود می‌شد.

## فقر و تنگدستی در سال‌های آغازین ازدواج
علی و فاطمه زندگی فقیرانه‌ای را آغاز کردند. زیرانداز آن‌ها پوست گوسفندی بود که شب بر روی آن می‌خوابیدند و در روز به شتر آبکش خود بر روی آن علوفه می‌دادند. رواندازشان نیز تکه‌عبای مندرس یمنی بود که آن‌قدر بزرگ نبود که هم‌زمان هم روی سر و هم پایشان را بپوشاند. بالشی از چرم داشتند که درونش با لیف خرما پر شده‌بود؛ ولیری می‌گوید دلیلی وجود ندارد که احادیث در مورد فقر فاطمه و علی را رد کرد. اما این فقط مربوط به سال‌های اول ازدواج آن‌ها بود. یعنی دوره‌ای که بسیاری از اعضای جامعهٔ مسلمانان به‌مانند علی و فاطمه فقیر بودند. پس از فتح خیبر در سال هفتم ه‍.ق بود که دوران فقر این زوج تمام شد. زیرا آن‌ها توانستند به‌عنوان یکی از مسلمانان نمونه، سهمی از محصولات فدک را دریافت نمایند. به‌گفتهٔ کارن رافل استقامت فاطمه در برابر تنگدستی، الگویی برای شیعیان است تا با ایمان به خدا به رویارویی با رنج‌های زندگی بپردازند.

### تسبیحات فاطمه
در سال‌های اول ازدواج، علی پول کمی کسب می‌کرد. او از چاه آب می‌کشید و مزارع دیگران را آبیاری می‌کرد. فاطمه نیز خود خدمتکاری نداشت و خود غلات را با دست آسیاب می‌کرد و بر اثر کار دستانش تاول زده‌بود. روزی علی خبردار می‌شود که پیامبر چند برده دریافت کرده‌است. علی، فاطمه را می‌فرستد تا یکی از این برده‌ها را از پدرش دریافت نماید. فاطمه پیش پدر می‌رود، اما در خود این را نمی‌بیند که چنین درخواستی نماید. سرانجام علی خود به‌همراه فاطمه راهی منزل پیامبر می‌شود، اما درخواست او از طرف پیامبر رد می‌شود. پیامبر به آن‌ها گفت که «او نمی‌تواند اجازه دهد که اصحاب صفه از گرسنگی رنج بکشند» و «من باید برده‌ها را بفروشم و پول آن‌ها را صرف کمک به آن‌ها کنم». پیامبر درعوض، ذکری که به تسبیح فاطمه زهرا معروف است را به زوج جوان می‌آموزد. گویند علی هیچ‌گاه پیش از خواب، گفتن این ذکر را ترک نمی‌کرد.